# Staatsliga (Feldhandball) 1964
Die Österreichische Feldhandballmeisterschaft 1964 wurde vom Österreichischen Handballbund ausgerichtet und im Feldhandball ausgespielt.
Die Meisterschaft der Herren wurde klar vom ATSV Linz bestimmt, der mit einem 18:14-Derbysieg gegen Edelweiß in der letzten Runde seine insgesamt achte Meisterschaft zelebrieren konnte.
| Pl. | Herren 1963–64           | Sp. | S  | U | N  | Tore    | TQ/Diff. | Punkte |
| --- | ------------------------ | --- | -- | - | -- | ------- | -------- | ------ |
| 1.  | ATSV Linz                | 14  | 11 | 2 | 1  | 192:132 |          | 24     |
| 2.  | ATSE Waagner Biro Graz   | 14  | 9  | 1 | 4  | 153:135 |          | 19     |
| 3.  | Sportunion Edelweiß Linz | 14  | 9  | 0 | 5  | 156:142 |          | 18     |
| 4.  | UHK Eggenburg            | 14  | 7  | 2 | 5  | 132:120 |          | 16     |
| 5.  | ATUS Bruck               | 14  | 5  | 1 | 8  | 117:137 |          | 11     |
| 6.  | ATSV Urfahr              | 14  | 5  | 1 | 8  | 111:134 |          | 11     |
| 7.  | UHK West Wien            | 14  | 3  | 1 | 10 | 137:159 |          | 7      |
| 8.  | ATSV Kleinmünchen        | 14  | 3  | 0 | 11 | 126:165 |          | 6      |